# Synagoge Ehrenfeld

Synagoge Ehrenfeld, Eingang

Blick auf die Empore

Blick auf den Toraschrein, die Bima und das Ner Tamid

Grundriss

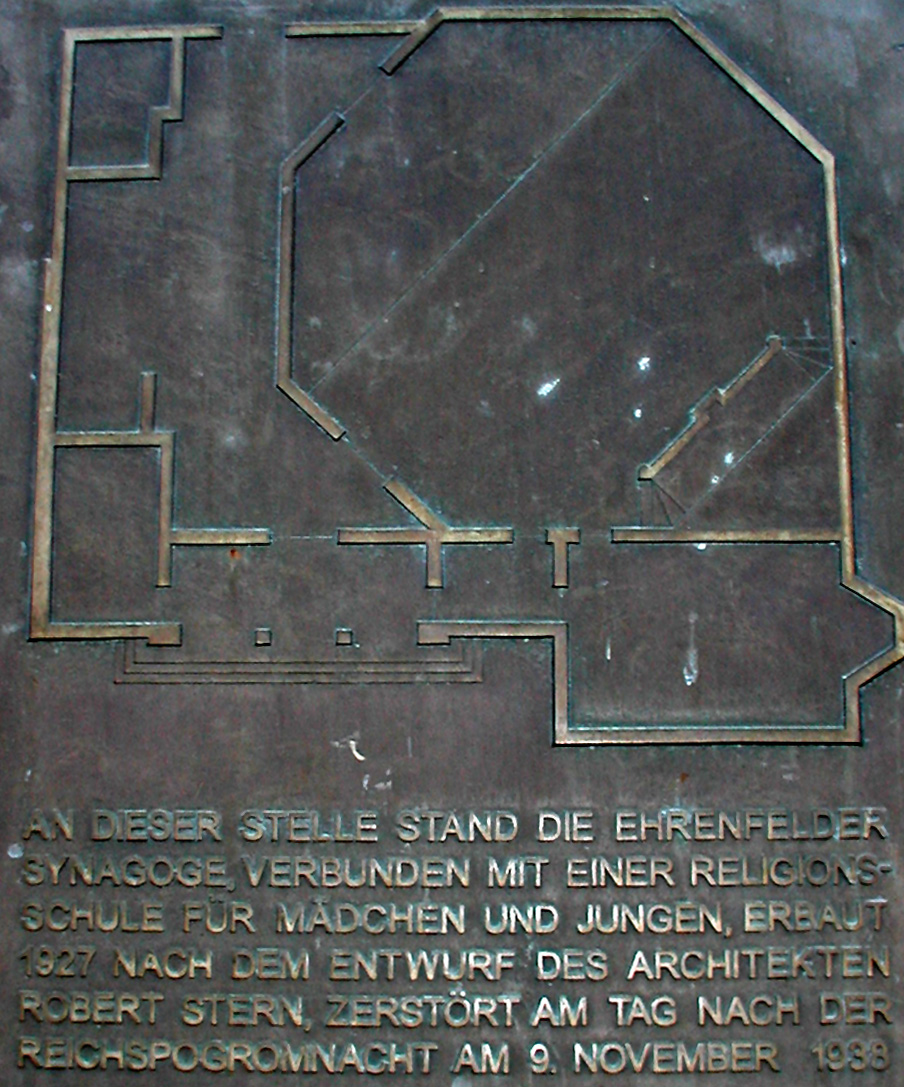
Gedenktafel, 2007

Die Synagoge Ehrenfeld war ein Gotteshaus in dem Kölner Stadtteil Ehrenfeld, Körnerstraße 93, das nach Entwürfen des Architekten Robert Stern in den Jahren 1926 und 1927 erbaut wurde. Während der Novemberpogrome 1938 wurde das Gebäude bis auf die Außenmauern zerstört.

## Geschichte
Der Kölner Stadtteil Ehrenfeld wuchs aufgrund einer starken Industrialisierung in der zweiten Hälfte des 19. Jahrhunderts stark an. 1899 wurde eine eigene Synagogengemeinde gegründet. Die Bevölkerungsstruktur – überwiegend Arbeiter und Angestellte – ließ es jedoch nicht zu, dass eine finanzkräftige eigenständige Gemeinde fortbestand, so dass sie schon im Jahr 1914 wieder in die Kölner Synagogengemeinde integriert wurde. Bis zur Mitte der 1920er Jahre war die jüdische Bevölkerung in Ehrenfeld auf rund 1100 Köpfe angewachsen, woraufhin die Errichtung einer eigenen Synagoge geplant wurde.
Als Baugrund konnte der südwestliche Teil der früheren Koenemann'schen Goldleistenfabrik erworben werden, die an der Körnerstraße 93–113 lag und deren Grundstück bis zur Wißmannstraße 24–28 reichte. Karl Koenemann war bereits vor dem Ersten Weltkrieg verstorben, seine Witwe Christine Koenemann, geb. Coblenzer, führte die Firma gemeinsam mit ihren Söhnen Harald und dem in London lebenden Frederick Francis (genannt Fred) Kennedy zunächst fort. Nach Einstellung der Produktion ließ sie das Areal im Mai 1919 aufteilen. Das neu gebildete Grundstück Körnerstr. 93 erwarben der Ehrenfelder Kaufmann Peter Winkels und der in Cottbus wohnende Bankbeamte Johann Winkels, von denen es im Jahr 1926 dann die Synagogengemeinde Köln ankaufte. 
Die Entwürfe zu dem Neubau der Synagoge und dem Umbau des bestehenden zweigeschossigen Hauses Körnerstraße 93 für Gemeindezwecke erarbeitete der Architekt Robert Stern, der auch die Bauleitung übernahm. Die Ausführung der über einem achteckigen Raum gelegenen Zeltkuppel, eine der bemerkenswertesten ingenieurtechnischen Leistungen ihrer Zeit in Köln, lag in Händen der Bauunternehmung „Lincke & Cie“, die von dem Regierungsbaumeister Ernst Lincke und dem jüdischen Bauingenieur Adolf Fruchtländer geführt wurde. Die Grundsteinlegung erfolgte am 18. Oktober 1926, im Winter 1926/27 konnte die Kuppel aufgebracht werden und am 18. September 1927 fand in einer Feierstunde die Einweihung der Synagoge statt. Ihre Baukosten lagen bei 110.000 Reichsmark. 
Vermutlich als Folge der verstärkt einsetzenden Abwanderung von Gemeindemitgliedern bzw. deren rapider Verarmung auf Grund der rassistischen Politik der Nationalsozialisten bemühte sich die Synagogengemeinde bereits im Sommer 1938 um einen Verkauf der Gebäude an die katholische Kirche, die diesen jedoch ausschlug. In der Synagoge wurden die Gottesdienste, so wie auch in den meisten anderen Kölner Synagogen, im liberalen Ritus abgehalten. 
Die Synagoge bestand erst elf Jahre, als am Morgen des 9. November 1938 die willentliche Zerstörung des Gotteshauses begann. Zunächst zerschlugen zwei halb in Zivil gekleidete Männer die Inneneinrichtung des Betsaals mit Äxten, bevor eine weitere Gruppe das Mobiliar in dem Nachbarhaus demolierte und in Brand steckte. Schließlich wurden durch Brandschatzung auch die Gebäude bis auf die Außenmauern zerstört. Eine rasch zusammengeströmte Menschenmenge sah dabei tatenlos zu.
Der letzte Rabbiner war Dr. Isidor Caro (* 6. Oktober 1877 in Znin; † 28. August 1943 in Theresienstadt), der seit 1908 bei der Kölner Gemeinde beschäftigt war. Seine aus Berlin gebürtige Ehefrau, Klara Caro geb. Beermann (1886–1979), die sich von 1914 bis 1939 insbesondere in der Resozialisierung straffällig gewordener Frauen engagierte, konnte noch vor Kriegsende im Februar 1945 durch Freikauf das Lager verlassen und emigrierte über die Schweiz in die USA.

## Architektur
Durch den Erhalt des noch von dem Vorbesitzer Koenemann stammenden und an der Straße gelegenen Hauses Körnerstr. 93, das Stern für den Kantor herrichtete, wurde die eigentliche Synagoge in dessen rückwärtige Front versetzt. Hierdurch entstand ein Vorhof über den durch eine als Säulenvorbau gestaltete Vorhalle der Zutritt zu dem Gotteshaus erfolgte. Hinter demselben wurde ein Garten angelegt. Der Betsaal von achteckigem Grundriss fasste in dem den Männern vorbehaltenen Erdgeschoss 250 Besucher, im Obergeschoss für die Frauen weitere 150. Daneben befanden sich im Erdgeschoss Räume für den Chor, die Garderobe und anderes. 
Das Innere, des in seiner Architektur zeitlos zu nennenden Gotteshauses war durch eine starke, symbolträchtige Ausmalung geprägt. Die über dem Toraschrein angebrachten Bibelworte „Beständiges Feuer brenne auf dem Altar und erlösche nicht“ wurden durch Rottöne, die abgestuft zur Kuppel hin immer lichter wurden, in derselben in gelbe Bahnen mündeten um in der Spitze in einem achtzackigen roten Stern zu gipfeln symbolisiert.

## Nachlese
Nach der Niederlegung des bei der Schändung stehen gebliebenen Mauerwerks im Jahr 1939 wurde das Grundstück im Jahr 1942 oder 1943 über die Rechtsnachfolgerin der Synagogengemeinde Köln, die Reichsvereinigung der Juden in Deutschland, verkauft. Kriegsbedingt unterblieb jedoch eine Wiederbebauung. Aus Sicherheitsgründen wurden 1950 die Mauerreste eingeebnet und die Kellerräume verfüllt. Eigentümer war zu diesem Zeitpunkt die Jewish Trust Corporation, die als Treuhänderin ehemals jüdischen, aber nun „herrenlosen“ Grundeigentums auftrat. 1954 veräußerte sie den Grund und Boden an die Stadt Köln. 
1988, 50 Jahre nach ihrer Zerstörung, wurde zur Erinnerung an der Hauswand des erhaltenen linken Nachbarhauses ein Wandbild, Motive eines Mosaiks aus der Synagoge von Beth Alpha in Israel darstellend, nach einem Entwurf der Grafikerin Brigitte Schulten angebracht. Dieses wurde aber zugebaut, als in den Jahren 1998 und 1999 ein Mehrfamilienhaus mit Kindertagesstätte auf dem bis dahin unbebaut gebliebenen und als Spielplatz genutzten Grundstück errichtet wurde. Bei den erforderlichen Ausschachtungsarbeiten wurden auch die Fundamente von Synagoge und Mikwe freigelegt. Der Neubau integrierte zur Erinnerung an die Synagoge verschiedene Gestaltungsmerkmale, wie ein Wandbild und im Boden eingelassene Steine, die den Grundriss der Synagoge symbolisieren. Diese sind aber von außen nicht einsehbar.

## Hochbunker
Der 1942 auf dem Nachbargrundstück (Körnerstraße 113 a), nach vorheriger Enteignung des britischen Staatsbürgers Fred Kennedy zu Gunsten des „Führer-Sofortprogramms“ und im Auftrag des Reichsfiskus (Luftfahrt) errichtete Hochbunker befindet sich entgegen wiederholt kolportierter Auffassung nicht auf dem Grund der Synagoge. Seit dem 25. April 1995 steht er unter Denkmalschutz (Nr. 7443). 
2012 wurde der Verein "Förderkreis Hochbunker Körnerstraße 101 e.V." gegründet, der sich dem Erhalt und der historischen Aufarbeitung des Ortes sowie der Öffnung für Kunst und Kultur verschrieben hat. Der Verein führte im Rahmen einer Geschichtswerkstatt Zeitzeugengespräche durch. Im Foyer des Hochbunkers befindet sich ein Holzmodell der ehemaligen Synagoge Ehrenfeld, ebenso ein Teil der Spur „1000 Sinti und Roma“, die den Weg der Deportation von Sinti und Roma während des Nationalsozialismus in Köln zeigt.